# Flagge des Saarlandes

Flagge des Saarlandes (3:5)

Die Landesflagge des Saarlandes besteht aus der Bundesflagge, darauf in der Mitte, in den schwarzen und den goldfarbenen Streifen übergreifend, das Landeswappen des Saarlandes, die rechte Seite (aus Sicht des Betrachters die linke Seite) zum Mast gewendet (Hissflagge). Sie kann auch als Bannerflagge ausgeführt sein, dann sind die Streifen senkrecht angeordnet, das Wappen steht aufrecht, die rechte Seite (aus Sicht des Betrachters die linke Seite) zum schwarzen Streifen hin gewendet.

## Bedeutung und Gebrauch

Standarte des Ministerpräsidenten bzw. des Landtagspräsidenten (1:1)

Gemäß der saarländischen Verfassung sind seit 1957 die Landesfarben Schwarz-Rot-Gold. Diese Kombination wurde nach dem Beitritt des Saarlandes zur Bundesrepublik Deutschland gewählt, um demonstrativ auf die Zugehörigkeit des Saarlandes zu Deutschland hinzuweisen.

### Gebrauch
Obwohl die Flagge das Landeswappen enthält, darf die Landesflagge von jedem Landesbürger verwendet werden (im Gegensatz zu anderen Landesflaggen mit Wappen wie etwa Sachsen oder Baden-Württemberg).

### Standarte
Der Landtagspräsident und der Ministerpräsident haben das Recht, zu besonderen Anlässen ihre Fahrzeuge mit einer eigenen Standarte („Autoflagge“) zu schmücken. Die Minister und die Leiter der staatlichen Behörden dürfen ebenfalls Autostandarten benutzen, diese stellen jedoch verkleinerte Versionen der Landesflagge dar (Minister: 25 × 25 cm; Behördenchefs: 18 × 25 cm).

### Beflaggungstage
Gemäß der Regelungen zur Beflaggung im Saarland sind die öffentlichen Dienstgebäude der Landesbehörden sowie der unter Aufsicht stehenden juristischen Personen des öffentlichen Rechts, an folgenden Tagen zu beflaggen:
- am 22. Januar (Jahrestag der Unterzeichnung des Elysée-Vertrags 1963)
- am 27. Januar (Tag des Gedenkens an die Opfer des Nationalsozialismus)
- am 1. Mai (Tag der Arbeit)
- am 9. Mai (Europatag)
- am 23. Mai (Jahrestag der Verkündung des Grundgesetzes 1949)
- am 17. Juni (Jahrestag des 17. Juni 1953)
- am 20. Juli (Gedenktag der deutschen Widerstandsbewegung gegen den Nationalsozialismus)
- am 3. Oktober (Tag der Deutschen Einheit)
- am 23. Oktober (Jahrestag der Saarabstimmung 1955)
- am zweiten Sonntag vor dem ersten Advent (Volkstrauertag)
- an Tagen der Wahl zum Europäischen Parlament, zum Deutschen Bundestag oder zum Saarländischen Landtag

Am Tag des Gedenkens an die Opfer des Nationalsozialismus und am Volkstrauertag ist halbmast zu flaggen.

## Alte Landesflaggen

### 1920–1935

Flagge des Saargebietes 1920–1935 (2:3)

Nach der Abtrennung des Saargebietes vom Deutschen Reich durch die Bestimmungen des Versailler Vertrages bestand die Landesflagge aus einer blau-weiß-schwarzen Trikolore. Dies sind sowohl die Farben der beiden ehemaligen Staaten Preußen (schwarz-weiß) und Bayern (weiß-blau), aus Teilen deren Gebiete das Saargebiet gebildet wurde, als auch die Grundfarben der einzelnen Wappenfelder des Wappens des Saargebietes vom 28. Juli 1920.

### 1947–1956

Flagge des Saarlands 1947–1956 (2:3)

Zu Zeiten des Saarstaats nach dem Zweiten Weltkrieg bestand die Flagge des Saarlandes aus einem silbernen (weißen) lateinischen Kreuz, der Untergrund zum Mast hin blau, zur anderen Seite hin rot (Artikel 61 und 62 der Verfassung des Saarlandes). Die Farbzusammenstellung war bereits im vorangegangenen Wappen von 1946 bis 1948 (Wappen der Stadt Saarbrücken) enthalten und konnte als Anlehnung an die französische Tricolore oder an die Farben der bedeutenden historischen Territorien im Saarraum, nämlich weiß-rot für Kurtrier und weiß-blau für die Kurpfalz, gedeutet werden. Das Kreuz selbst sollte die christliche Prägung des gesamten gesellschaftlichen Lebens im Saarland nach dem Zusammenbruch des Nationalsozialismus symbolisieren, ohne dass dies ausdrücklich in einer offiziellen Verlautbarung von Gesetzesrang formuliert worden wäre. Das Kreuz als Wappensymbol in der Saarregion war erstmals im Wappen des Erzstiftes Trier in roter Tingierung (Form erstmals 1273, Tingierung erstmals 1340/45 urkundlich nachgewiesen) verwendet worden. Die weiße (silberne) Tingierung des Kreuzes taucht sowohl in den Kreuzchen des Wappens der Grafschaft Saarbrücken (silberne Fußspitz-Kleeblattkreuze als Übernahme des Wappens der Herren von Commercy, seit dem 16. Jahrhundert als gemeine Kreuze) als auch in dem Andreaskreuz der Regimentsfahne der Nassau-Saarbrückischen-Infanterie auf. Als Doppelkreuz kommt das Kreuz auch im Lothringer Wappen seit 1435 vor und wird im Wappen von Wallerfangen und Merzig verwendet.

## Trivia
Die Flagge des Saargebietes von 1919 bis 1935 ähnelt der heutigen Flagge Estlands. Eine noch größere Ähnlichkeit zur Saargebietsflagge haben das Ordensband des im Jahr 1806 durch den bayerischen König Maximilian I. Joseph gestifteten bayerischen Militär-Max-Joseph-Ordens sowie das Ordensband des bayerischen Militärverdienstordens, der im Jahr 1866 durch den bayerischen König Ludwig II. gestiftet worden war. Die saarländische Flagge von 1947 bis 1956 weist starke Ähnlichkeit mit der historischen Flagge der Dominikanischen Republik bis 1844 auf.